# Jaguar Land Rover Slovakia

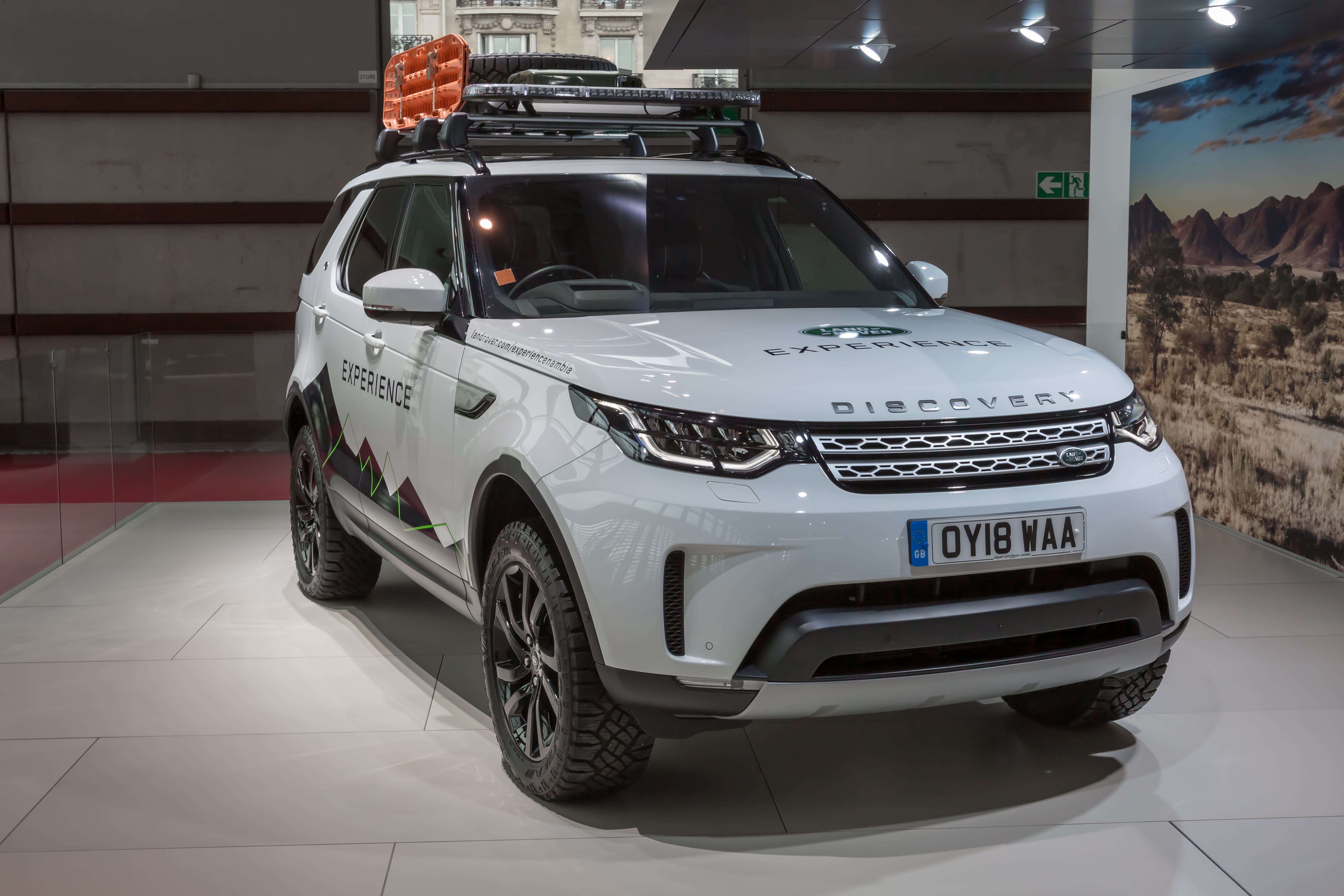
Land Rover Discovery 5 na Paris Motor Show 2018

Jaguar Land Rover Slovakia je slovenská pobočka britské nadnárodní automobilky Jaguar Land Rover, která je součást indické firmy Tata Motors. Výrobní závod je v Nitře, produkce začala v říjnu 2018. Kapacita závodu je 150 000 vozidel za rok, výrobní program v roce 2020 sestával z modelů Land Rover Discovery a Land Rover Defender.